# Estación de Lyon-Vaise
La estación de Lyon-Vaise es una de las siete estaciones ferroviarias de la ciudad francesa de Lyon. Se encuentra en el noveno distrito de la ciudad, al norte, en el barrio de Vaise. Por ella transitan un elevado número de trenes regionales que en muchos casos se comportan como auténticos trenes de cercanías dada la frecuencia del servicio.
La estación ofrece una conexión con la línea D del metro de Lyon. 
Diariamente recibe más de 6 000 viajeros.

## Historia
Fue inaugurada el 10 de julio de 1854.
El 26 de mayo de 1944, un bombardeo durante la Segunda Guerra Mundial la destruyó por completo. Fue reconstruida de forma provisional en madera y de forma definitiva en 1956. 
En 1997, y tras la llegada del metro, se construyó un nuevo recinto multimodal para facilitar las conexiones entre el tren, el metro y los autobuses urbanos. 

## Servicios ferroviarios

### Regionales
Los TER Ródano Alpes recorren los siguientes trazados:
- Línea Villefranche-sur-Saône - Vienne vía Lyon.
- Línea Roanne - Lyon.
- Línea Mâcon - Lyon.